# Agnes Gosche

Agnes Gosche

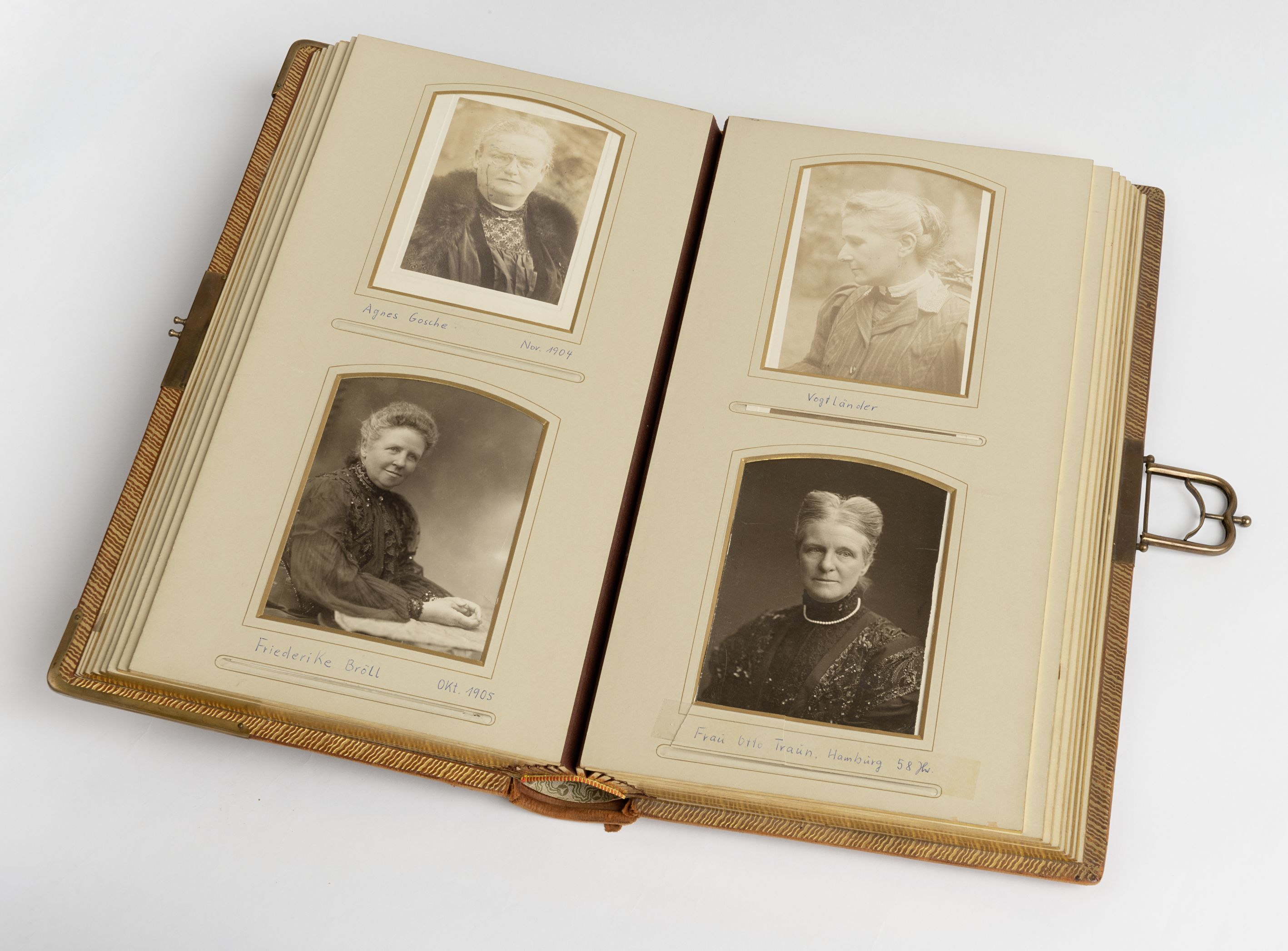
Prunkalbum des Allgemeinen Deutschen Frauenvereins mit Fotografien der Hauptaktivistinnen (um 1900), oben links Agnes Gosche

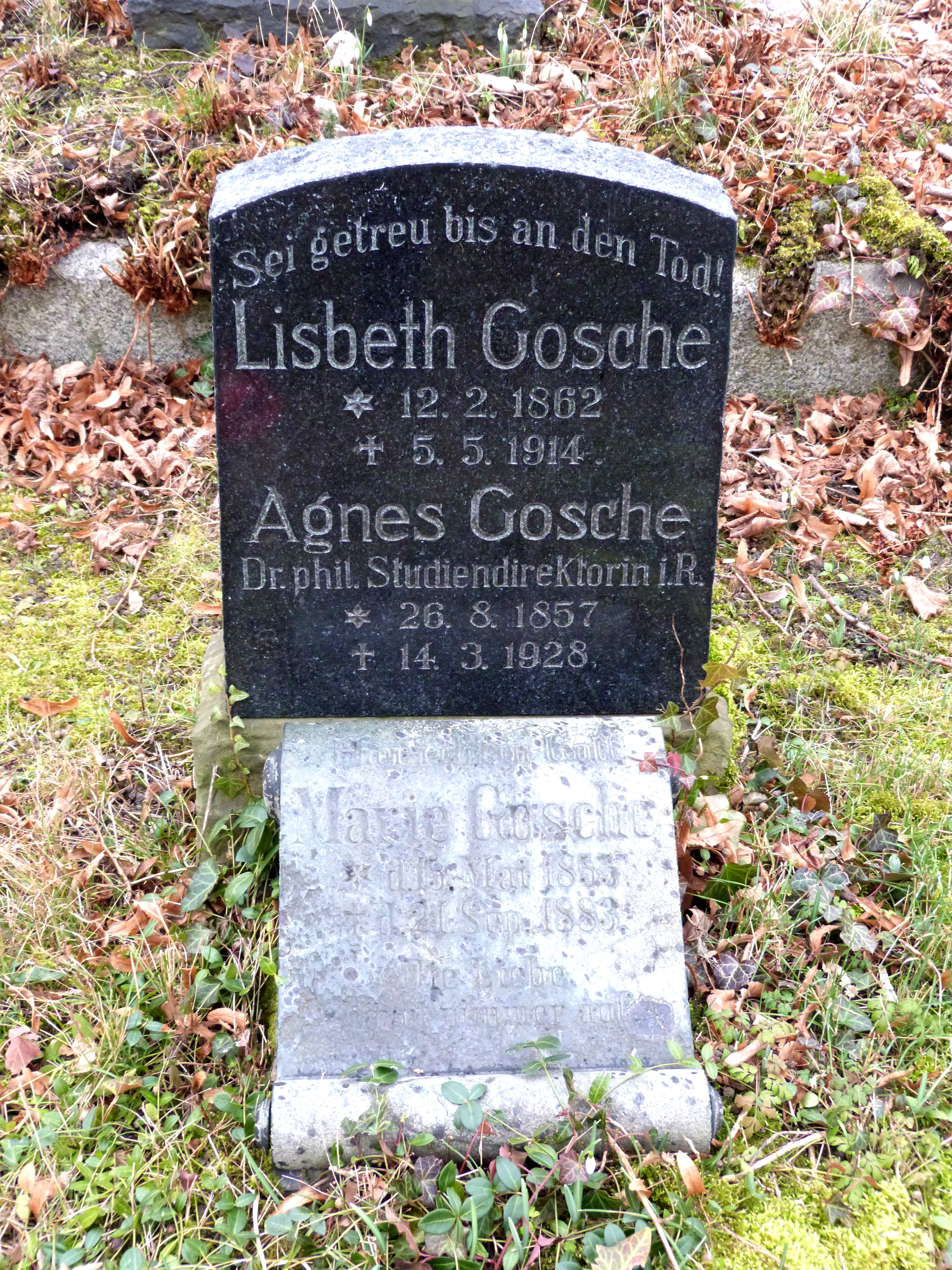
Grab von Agnes Gosche und ihrer Schwester auf dem Stadtgottesacker

Agnes Gosche (* 26. August 1857 in Berlin; † 14. März 1928 in Halle (Saale)) war eine deutsche Lehrerin, promovierte Kunsthistorikerin, und Wegbereiterin der beruflichen Frauenbildung. Sie erwarb 1898 in Zürich ihren Doktorgrad in Kunstgeschichte und gehört damit zu den ersten promovierten Kunsthistorikerinnen in Deutschland.

## Leben und Wirken
Agnes Gosche wurde als zweite von drei Töchtern des Orientalisten und Literaturwissenschaftlers Richard Gosche und seiner Frau Klara, geb. Dieterici, in Berlin geboren. Aufgrund der Berufung des Vaters an die Universität Halle-Wittenberg zog die Familie 1863 nach Halle. 1875 legte Agnes Gosche das Lehrerinnen-Examen in Erfurt ab. Nach einer Anstellung im Sommer 1876 als Erzieherin in der Schweiz war sie danach als Lehrerin an der städtischen Mittelschule beschäftigt. Daneben gab sie Privatunterricht in französischer Sprache und Kunst- und Literaturgeschichte.
Neben ihrer Tätigkeit ab 1885 am Seydlitz-Lyzeum in Halle studierte sie im Zeitraum 1881 bis 1898 Kunstgeschichte, Französisch und Deutsch in Paris, Halle und Leipzig. 1898 wurde sie in Zürich im Hauptfach Kunstgeschichte mit der Dissertation „Simone Martini. Ein Beitrag zur Geschichte der Sienesischen Malerei im XIV. Jahrhundert“ promoviert.
In Halle widmete sie sich danach vor allem den Fortbildungskursen für schulentlassene Mädchen. Gemeinsam  mit ihrer Schwester Liesbeth führte sie ein Mädchenpensionat in der Karlstraße 9 (heute Franz-Andres-Straße).
Im Jahr 1900 gründete sie in Halle (Saale) den Hallischen Frauenbildungsverein, einen Ableger des Allgemeinen Deutschen Frauenvereins, den sie 28 Jahre lang als Vorsitzende leitete.
Von 1904 bis 1911 war sie Direktorin des von Henriette Goldschmidt gegründeten Lyzeums für Damen in Leipzig. Es war die erste Bildungsanstalt in Deutschland, die die Ausbildung zur Erzieherin auf Fröbelscher Grundlage mit der Allgemeinbildung nach der höheren Mädchenschule verband. Ihre Mädchenpension nahmen die Schwestern Gosche mit nach Leipzig. Noch während dieser Zeit gründete sie in Halle den ersten Volkskindergarten.
Anschließend übernahm sie in Halle die Leitung der neu gegründeten Städtischen Frauenschule und führte diese bis zu ihrer Pensionierung im Jahre 1923. Erstmals war es Frauen hier möglich, Berufsabschlüsse als Kindergärtnerin, Horterzieherin und Jugendleiterin zu erwerben. Im Jahre 1912 gründete man auf ihre Anregung die erste Lesehalle für Kinder.
1919 kandidierte sie bei den Wahlen für die Weimarer Nationalversammlung für die Deutsche Demokratische Partei (DDP).
Anlässlich ihres 70. Geburtstages am 26. August 1927 ernannte man sie zur Ehrenvorsitzenden des Verbandes hallescher Frauenvereine. Im Stadtteil Dölau wurde die Agnes-Gosche-Straße nach ihr benannt.
Ihr Grab befindet sich auf dem halleschen Stadtgottesacker (Innenfeld III).

## Schriften (Auswahl)
- Abriß der Kunstgeschichte für höhere Lehranstalten. Verlag des Waisenhauses, Halle 1910.